# Kolonia Dominów
Kolonia Dominów – część wsi Dominów, położonej w Polsce, w województwie lubelskim, w powiecie lubelskim, w gminie Głusk.
W latach 1975–1998 miejscowość należała administracyjnie do starego województwa lubelskiego.

## Położenie
Miejscowość jest położona w południowej części Dominowa, przy drodze powiatowej Lublin-Tokarówka, na wysokości ok. 200 m n.p.m. Do niedawna znajdowało się tu kilka gospodarstw rolnych, a w ostatnich latach rolniczy charakter miejscowości zaczął zanikać ze względu na powstawanie w tym miejscu podmiejskiej zabudowy willowej.